# Saproscincus rosei
Saproscincus rosei — вид сцинкоподібних ящірок родини сцинкових (Scincidae). Ендемік Австралії.

## Поширення і екологія
Saproscincus rosei мешкають на південному сході Квінсленду та на північному сході Нового Південного Уельсу, від Гімпі на південь до регіону Баррінгтон-Топс. Вони живуть в тропічних і субтропічних лісах, в лісовій підстилці, трапляються в садах.